# Leocyma appollinis
Leocyma appollinis är en fjärilsart som beskrevs av Achille Guenée 1852. Leocyma appollinis ingår i släktet Leocyma och familjen trågspinnare. Inga underarter finns listade i Catalogue of Life.